# Новодубровский (Крутихинский район)
Новодубровский — посёлок в Крутихинском районе Алтайского края России. Входил в состав Новодубровского сельсовета.

## История
Алтайский край, его историю, развитие и поселения подробно описывает кандидат исторических наук, краевед-исследователь Ю. С. Булыгин. В конце 20-х годов прошлого столетия существовал Новодубровский сельсовет Крутихинского района Каменского округа, который находился примерно в 25-30 км от села Крутиха и Камня-на-Оби. Вновь образованные посёлки перечисляются в книге «Алтайский край: Административно-территориальное деление на 1 января 1973 года». В «Списке населённых мест Сибирского края» 1926 года поселений Калиновка, Раздольный, Новодубровский, Октябрьский, село Большой Лог не значится.
Посёлок Новодубровский относился к Толстовскому сельсовету, и был расположен в 14 километрах от посёлка Толстовского. О времени возникновения посёлка Новодубровский документальных сведений нет. Вероятно, возникновение поселения связано с совхозным строительством.
Также возможно, что посёлок Новодубровский был станций или разъездом во время строительства железной дороги Камень — Карасук и Камень — Алтайская (части Средне-Сибирской магистрали), расположен в 14 километрах от посёлка Толстовского. Время возникновения посёлка достоверно в документах не отражено, может быть связано как со строительством железной дороги, так и с совхозным строительством.

## География
Посёлок находится у реки Суетка.
Уличная сеть
В посёлке одна улица — Новодубровская.
Расстояние до
- районного центра Крутиха 18 км.
- краевого центра Барнаул 185 км.

Ближайшие населённые пункты
Буян 4 км, Большой Лог 11 км, Тамбовский 12 км, Караси 14 км, Толстовский 14 км, Заковряшино 16 км, Красноряжский 16 км, Новоувальский 18 км, Радостный 18 км.

## Население
| 1997 | 1998 | 1999 | 2000 | 2001 | 2002 | 2003 |
| ---- | ---- | ---- | ---- | ---- | ---- | ---- |
| 145  | ↘143 | →143 | ↗145 | ↘119 | →119 | ↘93  |
| 2004 | 2005 | 2006 | 2007 | 2008 | 2009 | 2010 |
| ↘81  | ↘50  | ↘8   | →8   | ↘1   | ↗5   | ↘0   |

На 01.01.2018 в посёлке Новодубровский проживало — 0 человек.